# Paola
Paola este o comună din provincia Cosenza, regiunea Calabria, Italia, cu o populație de 14.709 locuitori (1 ianuarie 2023) și o suprafață de 42,88 km².

## Personalități legate de Paola
- Francisc din Paola

## Localități înfrățite
- Franța, Fréjus
- Malta , Paola
- Argentina, Puerto Madryn
- Italia, Susa

## Demografie
Paola - evoluția demografică

|  | Graficele sunt indisponibile din cauza unor probleme tehnice. Mai multe informații se găsesc la Phabricator și la wiki-ul MediaWiki. |

Date: Recensăminte sau birourile de statistică - grafică realizată de Wikipedia